# Hermann Göring
Hermann-Wilhelm Göring, nemški feldmaršal oz. rajhsmaršal, vojaški pilot, letalski as in politik * 12. januar 1893, Rosenheim, Bavarska, † 15. oktober 1946, Nürnberg.
Hermann Göring je bil drugi človek Tretjega Reicha. Nacističnemu gibanju se je pridružil že v dvajsetih letih in sodeloval je v münchenskem puču leta 1923, kjer je bil ranjen (ustreljen s šibrovko). Njegova prva žena Karin ga je skrivaj prepeljala v Avstrijo, kjer mu je zdravnik lajšal bolečine - navadil ga je na morfij. Vse do maja 1945 je bil morfinist - kar je močno botrovalo njegovim nerealnim političnim odločitvam. Bil je karierist in opravljal je veliko število državniških funkcij - od šefa tajne policije (Gestapo) do ministra za lov in gozdarstvo. V vseh pogledih je popolnoma podpiral Hitlerjeve odločitve. Veliko zgodovinarjev se strinja, da je ravno Göring precej pripomogel k propadu Hitlerjeve Nemčije. Maja 1945 se je sam predal ameriškim enotam, saj je bil mnenja, da ga bodo obravnavali kot maršala. Kot vojnega zločinca so ga aretirali in poslali na sojenje v Nürnberg (Nürnberški proces), kjer je bil avgusta 1946 proglašen za krivega v vseh štirih točkah obtožnice in obsojen na smrt z obešanjem. Dan eksekucije je bil določen za 16. oktober 1946 ob dveh zjutraj, a je Göring dve uri prej zaužil cianid in storil samomor. Njegovo truplo so upepelili skupaj s še desetimi obešenci - v Dachauu. Taborišču, ki ga je pomagal ustanoviti. 

### Družina in sorodstvo
Hermann Göring se je rodil kot sin Heinricha-Ernsta Göringa (31. oktober 1838 - 12. december 1913) in mame Franziske Göring, rojene Tiefenbrunn (21. april 1859 - 15. julij 1923). Hermann je imel dva brata in dve sestri. Njegov oče je bil nemški pravnik in prvi generalni guverner v času Otta von Bismarcka v nemški jugozahodni Afriki (danes Namibija), potem kot konzul na Haiti-ju in v Egiptu. Njegov mlajši brat Albert Göring ni nikoli sprejel  nacionalsocialistične ideologije in je bil po vojni zaslišan na nürnberških procesih. Po pričanju politično pregnanih ljudi, ki jim je pomagal med vojno, je bil oproščen vseh obtožb. Med vojno je vodil družbo Škoda v  Češkem mestu Plzeň. Takrat je spoznal svojo tretjo ženo Milo Klazarovo, ki je bila tedaj miss Češkoslovaške in z njo je imel edinega otroka. Hčerko Elizabeth Göring, rojeno leta 1942. Njegov oče je imel s svojo prvo ženo Friederike štiri otroke. Tako da je Hermann imel še tri polbrate in eno polsestro:
- Friedrich-Wilhelm Göring (29. oktober 1870 - 14. december 1959), ki je bil major.
- Ernst-Albert Göring (5. oktober 1873 - 21. april 1909), ki je bil odvetnik.
- Frieda Göring (16. julij 1875 - 9. oktober 1929).
- Heinrich-Carl Göring (1879 -19??), ki je bil zdravnik in direktor očesne klinike v Wiesbadnu.

Göringova mati Franziska "Fanny" Tiefenbrunn  je izhajala iz bavarske kmečke družine. Poroko gospoda in ženske nižjih slojev, ki se je zgodila 26. maja 1884 v Londonu, je bilo mogoče izvesti le zato, ker je bil Heinrich-Ernst Göring vdovec. Hermann je bil eden od njunih petih otrok. Njegova dva brata sta bila Karl-Ernst in Albert-Günter Göring, sestri sta bili Olga Therese Sophia Göring (1889-1970) in Paula Elisabeth Rosa Göring (1890-1960). Čeprav se je antisemitizem v tistem času dvigoval, Göringovi starši niso bili nagnjeni k temu. Sestra Therese je bila rojena v tedanji nemški koloniji, kot 23-letnica se je 27. maja 1912 poročila z avstrijskim notarjem iz okolice Salzburga z imenom Friedrich Riegele (12. avgust 1878 -10. oktober 1937). Njen soprog je umrl v planinski nesreči pri vzponu v okolici Berchtesgadna na Bavarskem. Mlajša od dveh sester Paula se je 20. septembra 1920 poročila z avstrijskim pravosodnim ministrom in odvetnikom Franzem Hüberjem. Hermannov starejši brat Karl-Ernst (3. avgust 1885 - 4. oktober 1932) je kasneje z ženo emigriral v ZDA, kjer je dobil sina, kapitana ameriške letalske vojske - pilota Wernerja G. Goeringa (28. januarja 1924 - ?)), ki se je boril proti vojski svojega strica v drugi svetovni vojni. Sodeloval je v bombnih napadih na Nemčijo. Hermannov mlajši brat Albert-Günter Göring (9. marec 1895 - 20. december 1966) je ostal v Nemčiji, vendar je v nasprotju z nacizmom med vojno pomagal skrivati Jude in druge disidente ter oporečnike pred nacističnim režimom. Rečeno je bilo, da je med drugim velikokrat ponarejeval podpis svojega brata, da bi Judje dobili ustrezne tranzitne dokumente, ki so jih obvarovali taborišč. Hermannov drugi nečak, Hans-Joachim Göring, je bil pilot Luftwaffe in je letel v enoti Zerstörergeschwader 76 z letalom Messerschmitt Bf 110. Hans-Joachim je bil ubit v akciji 11. julija 1940, ko so njegovega Bf 110 sestrelili Hawker Hurricani iz 78. eskadrilje RAF. Njegovo letalo je strmoglavilo v pristanišču Portland v grofiji Dorset.
Göring je bil v sorodstvu z izumiteljem Ferdinandom von Zeppelinom, ter Hermannom Grimmom, romantičnim pisateljem, ki je ustvaril mit nemškega junaka kot krojača zgodovine in je bil pomemben zgled za naciste, z družino industrialcev Merck, lastnikov farmacevtske družbe Merck KGaA, anti-nacistično pesnico Gertrud von Le Fort in švicarskim diplomatom, zgodovinarjem in predsednikom  Rdečega križa Carlom - Jacobom Burckhardtom, ki so vsi tako kot Goering, bili oddaljeni potomci družine Eberle / Eberletovih.

### Otroštvo in mladost
Družina ni živela Rosenheimu, tam se je le rodil med obiskom doma matere.
Njegova mati ga je dala prva tri leta v oskrbo družini Graf v Fürth, medtem ko je bila z možem na Haitiju. Leta 1896 sta se Göringova vrnila v Nemčijo. Družina je živela v naslednjih letih v hiši na Fregestrasse 19 v Berlinu, ki je bila v lasti Hermannovega botra, Hermanna von Epensteina. Po tem je družina Göring živela na posestvu Epenstein, zdravniku judovskega porekla, s katerim se je Göringov oče spoprijateljil v Nemški Jugozahodni Afriki. Epenstein je ponudil Göringovi družini Grad Veldenstein (približno 50 kilometrov severovzhodno od mesta Nürnberg) na voljo kot prebivališče . Občasno je mladi Hermann obiskoval družino von Epenstein na njihovem grajskem posestvu v Mauterndorfu v deželi Salzburški, ki jo je pozneje poimenoval "grad mladosti". Njegova mati je javno prijateljevala z gospodom von Epensteinom. Hermann Göring je v letih 1898-1903 obiskoval osnovno šolo v Fürthu in z odličnim uspehom gimnaziji v  krajih Fürth in Ansbach. Med letoma 1903 in 1905 je živel v internatu v Ansbachu na Bavarskem.
Pri dvanajstih,ga je njegov oče, ki je umrl leta 1913, poslal v  Kadetsko Šolo v Karlsruhe. Hermann Göring je leta 1909 prestopil v Vodniško šolo (višji nivo) v Lichterfeldeju pri Berlinu.
Leta 1911 je diplomiral na kadetski šoli in opravil izpit z odliko in pohvalo "odlično". Od marca 1912 je bil praporščak pehotnega polka. Januarja 1913 je maturiral. Nato je zaključil osemmesečni vojni tečaj s katerim je pridobil še častniški naziv.

### Njegovi poroki
Leta 1920 je kot pilot na službovanju po Skandinaviji v švedskem mestu Rockelstad 20. februarja spoznal svojo prvo ženo, tedaj poročeno kot baronico Carin von Kantzow (rojena baronica von Fock). Zapustila je moža in živela z Göringom na različnih mestih na Švedskem in Bavarskem - leta 1921 v Hochkreuthu. Carinin mož Nils je 13. decembra 1921 pristal na ločitev. 25. januarja 1923 se je Hermann poročil s štiri leta starejšo Carin v Stockholmu. Zakon je bil obnovljen 3. februarja 1923 na novem prebivališču Göringovih v münchenskem naselju Obermenzing. Po tem sta živela še na Švedskem, kjer se je zdravil od odvisnosti. Naposled pa se je leta 1927 Hermann vrnil v Nemčijo.
Poleti leta 1931 je Göring odpotoval z ženo na Švedsko, ker je 25. septembra nepričakovano umrla njegova tašča. Carin Göring si ni opomogla od šoka in umrla je le nekaj tednov kasneje (17. oktobra 1931) zaradi odpovedi srca. Čeprav je v zadnjih letih svojega življenja bolehala za tuberkulozo, vendar to ni povzročilo njene smrti. Göring je v njen spomin kasneje poimenoval svoje posestvo Carinhall - Karinin dvor v Schorfheideju pri Groß Schönebecku na Bavarskem.
Leta 1935 se je poročil z igralko Emmy Sonnemann, priča na tej poroki je bil Adolf Hitler. Z Emmo sta imela hčerko, ki se je rodila 2. junija 1938 z imenom Edda Göring